# Casa de las Cuatro Torres
La casa de las Cuatro Torres está situada en el corazón del barrio de San Carlos de la ciudad de Cádiz (España). Si bien se llama "casa", el edificio es realmente un conjunto armónico formado por cuatro casas. 
Juan Clat Fragela, comerciante sirio establecido en la ciudad, fue el promotor de este edificio, levantado entre 1736 y 1745. Consciente de la singularidad de su proyecto, Fragela renunció a parte del solar que poseía para dejar un espacio libre ante la construcción y lograr así una mejor visión del conjunto. 
El inmueble está catalogado como Bien de Interés Cultural.

## Descripción

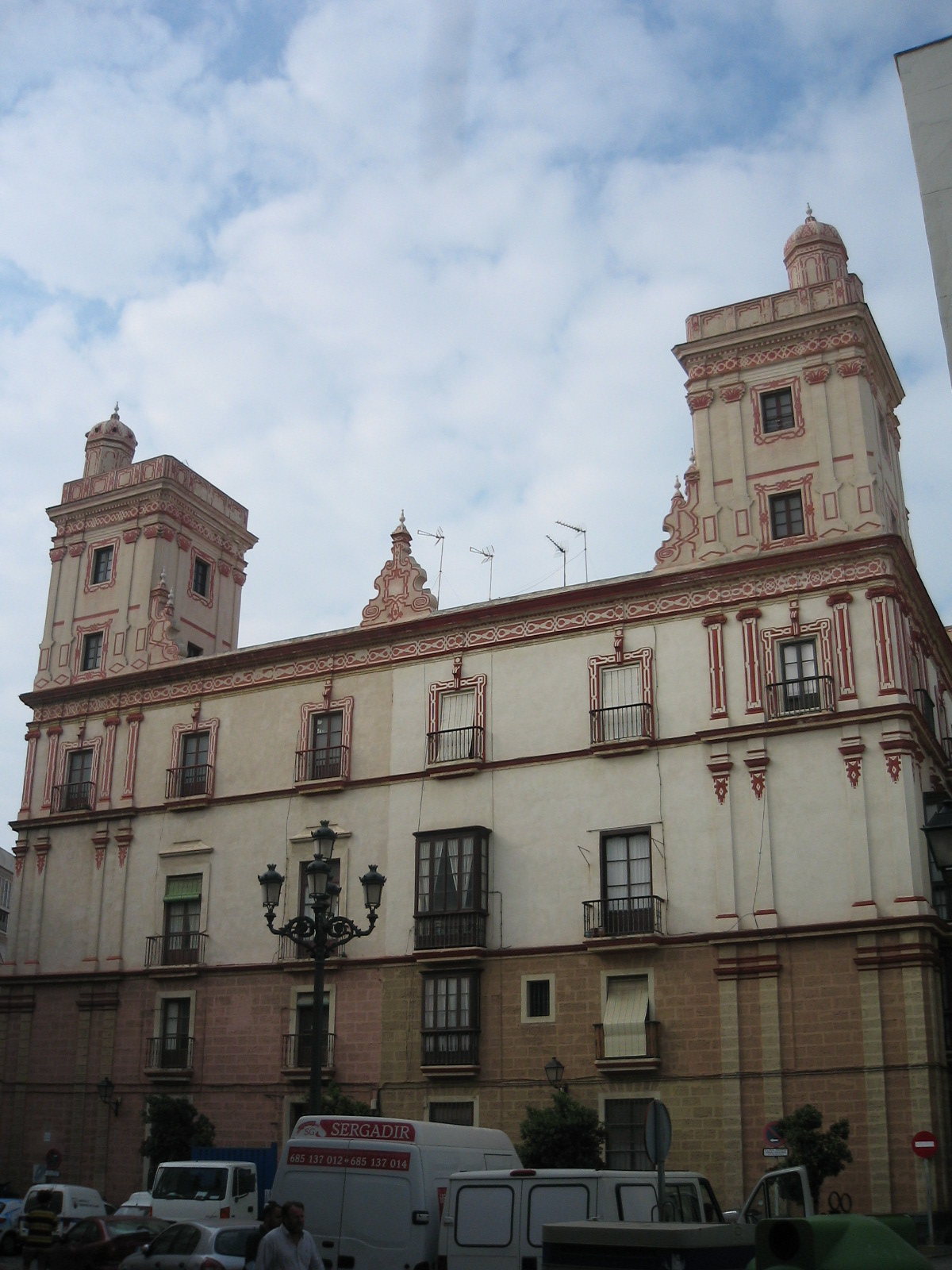
Vista de una de las fachadas

El edificio sigue el esquema característico de las casas de cargadores a Indias y conserva muchos rasgos significativos del barroco gaditano del siglo XVIII, circunstancia que llamó la atención de Eugène Delacroix durante su estancia en la ciudad, como testimonia el apunte que realizó de su fachada. 
El diseño arquitectónico tiene la singularidad de ofrecer una torre en cada una de las cuatro esquinas. Estas torres forman, sin lugar a dudas, el conjunto más logrado y de mayor monumentalidad de todas las torres realizadas en Cádiz. Las cuatro casas se levantan a partir de una planta rectangular dividida en cuatro solares, con fachadas de idénticas características, de tal modo que, aunque se trate de cuatro casas independientes, se ofrecen como un conjunto unitario de cara al espectador. El conjunto es de gran sobriedad a excepción de la decoración a base de pilastras pareadas, con superposición de órdenes en cada uno de sus cuerpos, que se corresponden con el de las torres. 
Sobre los ángulos se levantan cuatro esbeltas torres miradores, que conservan su policromía barroca original. Tipológicamente, forman parte de las denominadas "torres de garita", al ser este último elemento el que sirve para dar salida a la escalera de caracol que sube a la terraza de la torre, además de ser observatorio. Desde la propia escalera es visible el horizonte, ya que ésta se prolonga por el interior de la garita y termina en un sillín, donde el dueño, a través de unos pequeños óculos, introducía un telescopio.
La policromía se compone de motivos arquitectónico-decorativos que atan a las torres con las cornisas y las divisorias de las fincas son de gran belleza, con dibujos de lacería en almagra roja, que se repiten en otros elementos de la construcción. 
Cada una de las casas se organiza en torno a un patio, al que se abre una escalera por medio de una triple arcada sustentada por columnas de mármol.
La Casa de las Cuatro Torres fue declarada monumento, en virtud al Decreto 1004/1976 de 2 de abril. Al amparo de la Ley del Patrimonio Histórico Español, de 1985, es Bien de Interés Cultural (BIC), el máximo grado de protección del patrimonio cultural en España.